# Nouvelliste
Le terme nouvelliste (ou novelliste) désigne aujourd'hui un auteur de nouvelles littéraires. Dans le passé, il désignait une personne qui s'attache à recueillir et à répandre des nouvelles, mais également un journaliste,.